# Stephan Eisel

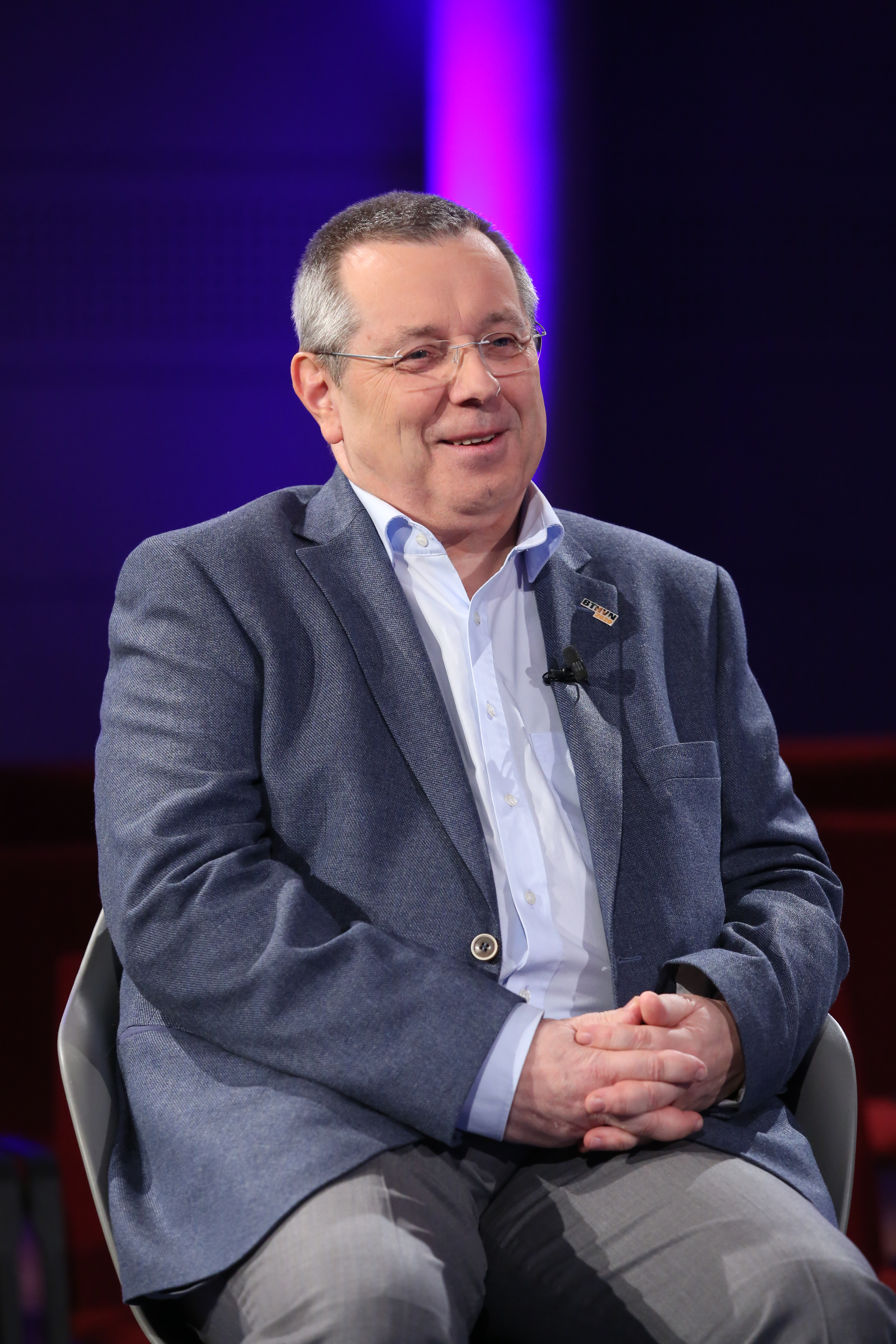
Stephan Eisel (2018)

Stephan Eisel (* 10. Juni 1955 in Landau in der Pfalz) ist ein deutscher Politiker (CDU). Er war von 2007 bis 2009 Mitglied des Deutschen Bundestages.

## Leben und Beruf
Nach dem Abitur 1974 am Otfried-von-Weißenburg-Gymnasium in Dahn leistete Eisel seinen Wehrdienst ab. Ab 1976 studierte er Politikwissenschaft, Neuere Geschichte und Musikwissenschaft an der Philipps-Universität Marburg und der Rheinischen Friedrich-Wilhelms-Universität Bonn mit dem Abschluss Magister artium (M.A.) im Jahr 1982. Anschließend war Eisel zunächst wissenschaftlicher Mitarbeiter bei der Konrad-Adenauer-Stiftung in Bonn, bis er 1983 als Angestellter in das Bundeskanzleramt wechselte, wo er bis 1987 als Redenschreiber für Bundeskanzler Helmut Kohl tätig war. 1985 erfolgte seine Promotion zum Dr. phil. an der Universität Bonn bei Karl Dietrich Bracher. Eisel wurde 1987 stellvertretender Leiter des Kanzlerbüros und übernahm 1991 die Leitung des Referates „Auswertung von Programmen und Modellen politischer Problemlösungen“ im Bundeskanzleramt. 1992 kehrte Eisel als Angestellter zur Konrad-Adenauer-Stiftung zurück und war dort bis 1998 Leiter der Politischen Akademie. Anschließend leitete er bis 2000 die Hauptabteilung „Kommunalpolitik“, danach bis 2002 die Hauptabteilung „Innenpolitik und Soziale Marktwirtschaft“ und von 2002 bis 2007 schließlich die Hauptabteilung „Politische Bildung“. Von 2010 bis 2021 war er in der Konrad-Adenauer-Stiftung Projektleiter für die Themenfelder „Internet und Demokratie“ und „Bürgerbeteiligung“.
Eisel gehörte 2000–2012 der Redaktion der politischen Monatszeitschrift Die Politische Meinung an und ist seit 1994 Mitglied im Beirat der RCDS-nahen politischen Vierteljahresschrift Civis mit Sonde. 2012–2022 war er verantwortlicher Redakteur des Internet-blogs kreuz-und-quer.de, zu dessen Herausgebern u. a. der ehemalige Bundestagspräsident Norbert Lammert gehört.
Stephan Eisel ist seit 1985 verheiratet.

## Partei
Eisel trat 1972 in die CDU ein und war von 1978 bis 1979 stellvertretender Bundesvorsitzender sowie von 1979 bis 1980 schließlich Bundesvorsitzender des Ringes Christlich-Demokratischer Studenten (RCDS). 1980 bis 1982 war er Deputy Chairman von European Democrat Students (EDS).
Eisel war von 1992 bis 1998 Vorsitzender des CDU-Kreisverbandes Bonn.

## Abgeordneter
Stephan Eisel kandidierte 2002, 2005 und 2009 im Wahlkreis Bonn für den Deutschen Bundestag, konnte den Wahlkreis aber nie gewinnen. Am 3. September 2007 rückte er für den ausgeschiedenen Abgeordneten Peter Paziorek über die Landesliste Nordrhein-Westfalen in den Bundestag nach und wurde als Mitglied in den Ausschuss für die Angelegenheiten der Europäischen Union und den Ausschuss für Kultur und Medien sowie als stellvertretendes Mitglied in den Unterausschuss für Auswärtige Kulturpolitik entsandt. Außerdem wurde er vom Deutschen Bundestag für den Rest der Legislaturperiode zum Mitglied im Stiftungsrat des Forschungsinstituts CAESAR (center of advanced european studies and research) und ins Kuratorium des Deutschen Historischen Museums (DHM) gewählt.
Bei der Wahl 2009 lag Eisel bei den Erststimmen um 2,1 Prozentpunkte hinter dem SPD-Kandidaten Ulrich Kelber und verpasste somit den erneuten Einzug in den Bundestag.

## Funktionen und Ämter
Auf Vorschlag der Bundesregierung gehört Stephan Eisel von 2009 bis 2019 dem Kuratorium des Europäischen Netzwerkes „Erinnerung und Solidarität“ an. Der Bundespräsident berief ihn von 2009 bis 2014 auf Vorschlag der Bundesregierung zum stellvertretenden Mitglied des Stiftungsrates des Jüdischen Museums Berlin.
2012–2022 leitete Stephan Eisel die Redaktion des Internet-Blogs kreuz-und-quer.de (Diskussionsforum zum politischen Handeln aus christlicher Verantwortung), der u. a. von Norbert Lammert, Alois Glück, Bernhard Vogel und Erwin Teufel herausgegeben wird. 2022 wechselte Eisel in den Herausgeberkreis.
Seit April 2013 ist Stephan Eisel Vorsitzender des Bonner Kulturvereins „Bürger für Beethoven“. Er befasst sich dabei intensiv mit den 22 Bonner Jahren Beethovens und legte dazu mehrere Veröffentlichungen vor. Er engagierte sich intensiv für das Festspielhaus Beethoven und kritisierte immer wieder das Scheitern des Projekts.
Seit Juni 2016 ist er Mitglied des Kuratoriums der Internationalen Ludwig-van-Beethoven-Stiftung (Kulturstiftung in Bonn).
2010–2022 war Eisel Vizepräsident des „Festausschuss Bonner Karneval“.
2014–2020 wurde Eisel in die Veranstaltergemeinschaft Lokalfunk Bonn/Rhein-Sieg e. V. berufen.

## Politische Standpunkte
Stephan Eisel ist engagierter Verfechter der europäischen Integration, publiziert zu den Grundwertedebatten in der CDU und ist ein Analytiker der eDemocracy.
2021 initiierte er in der Auseinandersetzung um die Kanzlerkandidatur von CDU und CSU zwischen Armin Laschet und Markus Söder eine „Union für Laschet“, der sich innerhalb von fünf Tagen 479 aktuelle und frühere Mandatsträger der CDU anschlossen.

## Veröffentlichungen (Auswahl)
- Minimalkonsens und freiheitliche Demokratie: eine Studie zur Akzeptanz der Grundlagen demokratischer Ordnung in der Bundesrepublik Deutschland. Paderborn 1986.
- Politik und Musik: Musik zwischen Zensur und politischem Missbrauch. München 1990.
- Für Bonn, für Deutschland, für Europa – Festschrift 50 Jahre Bonner CDU. Bonn 1995.
- Mythos ’68: zur APO und ihre Folgen. Hrsg. von der Konrad-Adenauer-Stiftung e. V. (mit Gerd Langguth) Sankt Augustin, 2001.
- Das „C“ als Chance für die Union. In: Bernhard Vogel (Hrsg.): Religion und Politik. Freiburg 2003.
- Der Beitrittsbeschluss der DDR-Volkskammer. In: Historisch-Politische Mitteilungen. (hrsg. Konrad-Adenauer-Stiftung), Sankt Augustin 2005.
- 50 Jahre Bildungszentrum Schloss Eichholz – Die Geburtsstätte der Konrad-Adenauer-Stiftung. Eichholz 2006.
- Helmut Kohl – Nahaufnahme. Bonn 2010. (2. Auflage. 2012, 3. Auflage 2023, ISBN 978-3-416-03293-3)[8]
- Internet und Demokratie. Freiburg 2011, ISBN 978-3-451-30351-7.
- Wählen mit 16? – Wahlalter und Volljährigkeit. Bonn/ Berlin 2013, ISBN 978-3-95721-017-3.
- Beethoven in Bonn. Königswinter 2020, ISBN 978-3-96058-342-4.
- Beethoven - Die 22 Bonner Jahre. Bonn 2020, ISBN 978-3-88188-163-0.
- Unterwegs mit Beethoven in Bonn. Bonn 2022.
- Bonn und Beethovens Neunte. Königswinter 2024, ISBN 978-3-960584964.